# Syndicat national des travailleurs de Vanuatu
Le Syndicat national des travailleurs de Vanuatu,, dit aussi Syndicat national de Vanuatu, (anglais : Vanuatu National Workers Union, VNWU), est un syndicat vanuatais.
Il est l'un des « deux grands syndicats à Vanuatu » avec le Syndicat des enseignants de Vanuatu ; ils sont les deux composantes du Conseil des syndicats de Vanuatu. Il est par ailleurs affilié à la Fédération internationale des ouvriers du transport. 
Depuis 2017, le Parti travailliste de Vanuatu est la branche politique du Syndicat national des travailleurs. Aux élections législatives de 2020, le parti progresse en nombre de voix, atteignant 2 % des suffrages, mais perd son unique député, Joshua Kalsakau étant battu dans sa circonscription d'Éfaté.
Longtemps secrétaire général du VNWU, Ephraim Kalsakau cède ce poste en 2020 à Kaloas Kaltoi. 